# シベリア軍
シベリア軍'（ロシア語: Сибирская армия）とは、ロシア内戦中にロシア・ソビエト連邦社会主義共和国から独立したシベリア共和国の軍隊。
1918年6月、ノヴォニコラエフスクにおいて、西シベリア軍（ロシア語: Западно – Сибирская армия）の名で創設され、同年7月末からシベリア軍となる。1918年6月～12月の間、シベリア方面の白軍の本部機能も遂行した。
本項では、臨時全ロシア政府時代のシベリア軍についても記述する。

## シベリア共和国時代
当初、いくつかの義勇兵部隊、ノヴォニコラエフスク連隊等から編成され、1918年6月13日、ステップ・シベリア軍団と中シベリア軍団の2個軍団に分けられた。7月11日、ミアスクとウラル地区の歩兵及びコサック、チェリャビンスク支隊からウラル軍団が編成された。9月末には、兵員37,600人、火砲70門、機関銃184挺を数えた。
1918年10月、シベリア軍は、第1中シベリア軍団、第2ステップ・シベリア軍団、第3ウラル軍団、第4東シベリア軍団、第5沿アムール軍団に編成された。9月～10月の間、東部戦線の北西部でボリシェヴィキと戦った。12月末、ペルミを奪取し、大量の戦利品を鹵獲した。

## 臨時全ロシア政府時代

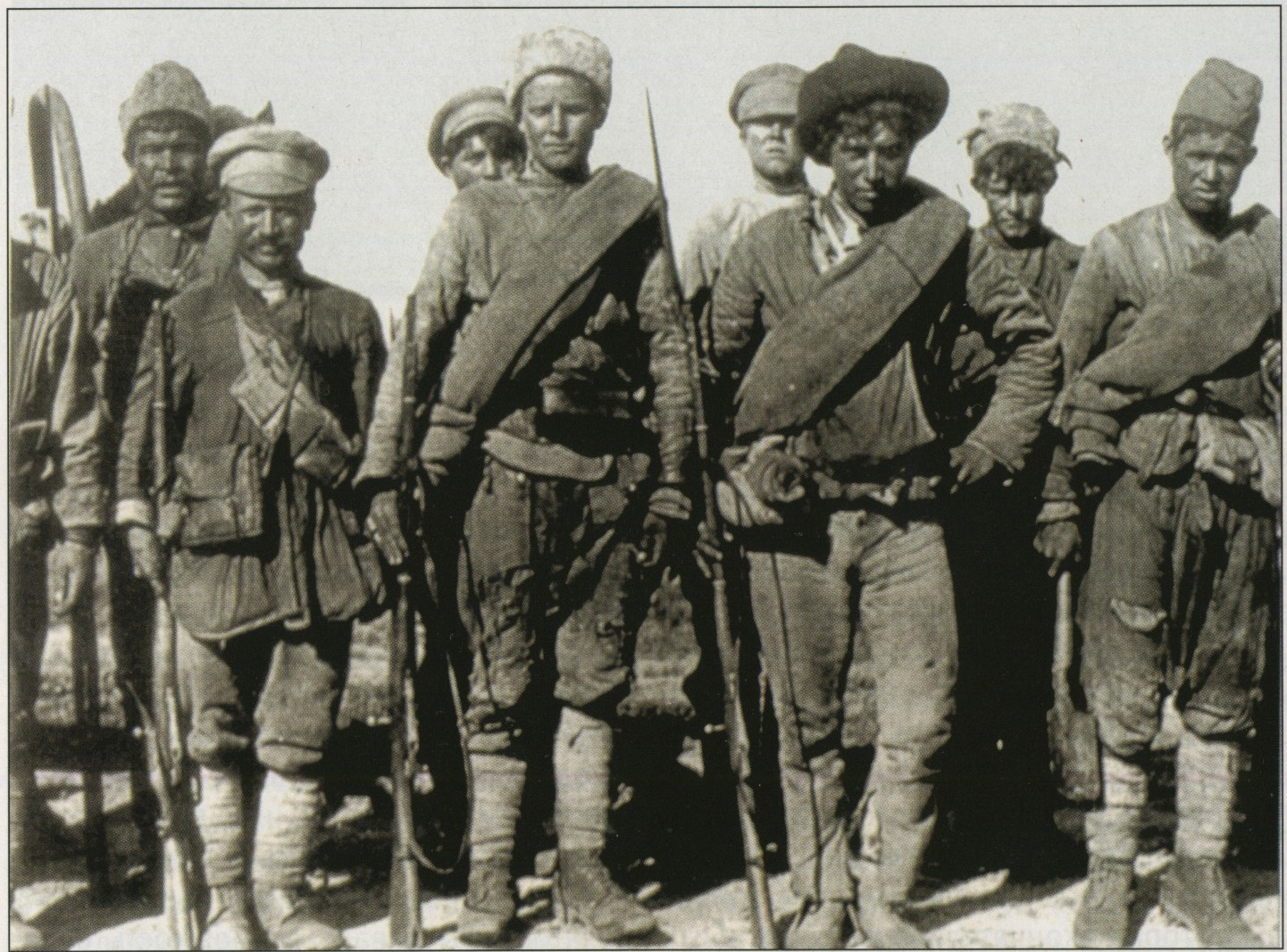
シベリア軍の兵士（1919年）

1918年12月、最高司令官（アレクサンドル・コルチャーク）スタフカ設立後、シベリア軍は一旦解散され、第1ステップ・シベリア軍団、第3ステップ・シベリア軍団、ヴォトキンスク師団、クラスノウファ旅団から成るシベリア軍が新たに編成された。
1919年1月～2月の間は防御に徹し、混成軍団編成後の3月4日、第2赤軍及び第3赤軍に対して攻勢転移し、オハンスクとオサを奪取した。4月にはサラプル、ヴォトキンスク、イジェフスクを奪取したが、赤軍により奪還され、5月、南部からの包囲を恐れて撤退を始めた。6月、グラゾフを奪取したが、退却を余儀なくされ、7月にはザウラリエに圧迫された。7月22日、シベリア軍は第1シベリア軍（チュメニ方面）と第2シベリア軍（クルガン方面）に分離され、第3軍と共に東部戦線を構成した。
1919年8月～10月、トボリ攻勢作戦に参加。11月～12月、赤軍により撃破され、ザバイカリエまで圧迫された。部隊は、1920年11月まで抵抗を続けた。
その後、中国に撤退し、1921年、沿海地方白軍（ロシア語: Белое Приморье）に編入され、ヴォロチェフカ、スパスクの戦いに参加した。1922年10月、朝鮮と中国に撤退した。

## 歴代司令官
- アレクセイ・グリシン＝アルマゾフ（1918年6月～9月）
- パーヴェル・イワノフ＝リノフ（1918年9月～12月）
- ラドラ・ガイダ（1919年1月～7月） - チェコ人
- ミハイル・ディテリフス中将（1919年7月～11月）